# Pathway to Glory
Pathway to Glory est un jeu vidéo de tactique au tour par tour développé par RedLynx et édité par Nokia, sorti en 2004 sur N-Gage.
Il a pour suite Pathway to Glory: Ikusa Islands.

## Accueil
- Jeuxvideo.com : 17/20[1]